# Айдаров, Губайдолла
Губайдолла Айдаров (18 июня 1921, Село Саина Шапагатова, Мангистауская область — 1 марта 2001) — советский и казахский учёный, доктор филологических наук (1974). Заслуженный деятель науки Казахстана (1994). Занимался всесторонним лингвистическим анализом древних тюркских памятников.

## Биография
Родился 18 июня 1921 года. В 1938 году окончил Марыйское педагогическое училище Туркменской ССР, затем работал учителем. Был участником Великой Отечественной войны.
В 1952 году окончил Казахский педагогический институт им. Абая. В 1956 году окончил аспирантуру при Казахском государственном университете им. Кирова.

## Награды
- Заслуженный деятель науки Казахстана (1994)
- Орден Турецкой Республики «За заслуги» (1998, Турция)[1]